# Société de masques
Une société de masques est une société secrète ou semi-secrète, organisant des cérémonies masquées, présente au Bénin, mais aussi au Togo, en Côte d'Ivoire, ou au Nigeria.

## Exemples
- Zangbéto, au Bénin ;
- Kaléta, au Bénin ;
- Guélédè, au Bénin, au Nigeria et au Togo ;
- Dan (peuple), en Côte d'Ivoire.